# La Ultima / Live in Berlin
La Ultima / Live in Berlin (dt. Die Letzte / Live in Berlin) ist ein Videoalbum der deutschen Rockband Böhse Onkelz und zugleich das sechste Livealbum der Gruppe. Es wurde am 20. Juni 2005 über das bandeigene Label Rule23 Recordings als DVD veröffentlicht. Von der FSK ist das Album ab 16 Jahren freigegeben.

## Inhalt
Die erste DVD enthält den Dokumentarfilm zur Tour La Ultima, auf der sich die Band von August bis Oktober 2004 befand. DVD 2 beinhaltet den Mitschnitt des Konzertes vom 17. September 2004 im Velodrom in Berlin. Hierbei spielte die Gruppe 30 Titel aus fast allen ihrer Studioalben.

## Covergestaltung
Das Albumcover ist in schwarz-weiß sowie roten und beigen Farbtönen gehalten. Es zeigt die Rückseiten mehrerer Lastwagen, auf denen die Schriftzüge adios und Böhse Onkelz stehen. Mitten im Bild befinden sich die weißen Schriftzüge La Ultima, Live, böhse onkelz und Tourfilm, zum Teil verkehrt herum.

## Titelliste
| DVD 1 – La Ultima | DVD 2 – Live in Berlin |
| --- | --- |
| 1. La Ultima – Tourdokumentation – 96:00 2. Making Of… Live in Berlin – 10:30 3. B. O. Office – 4:30 4. Mexico – Live in Hamburg – 3:30 | 1. Intro 2. Hier sind die Onkelz 3. Lieber stehend sterben 4. Finde die Wahrheit 5. Ich bin in dir 6. Buch der Erinnerung 7. Danket dem Herrn 8. Ja, ja 9. Onkelz vs. Jesus 10. Wieder mal ’nen Tag verschenkt 11. Terpentin 12. Nichts ist für die Ewigkeit 13. Firma 14. Danke für Nichts 15. Superstar 16. Nur die Besten sterben jung 17. Nie Wieder 18. Immer auf der Suche 19. Stunde des Siegers 20. So sind wir 21. Für immer (Version 2004) 22. Heilige Lieder 23. Gehasst, verdammt, vergöttert 24. Erinnerungen 25. Feuer 26. Auf gute Freunde 27. Kirche 28. Mexico 29. Ihr hättet es wissen müssen 30. A.D.I.O.Z. (Outro) |

## Chartplatzierungen und Auszeichnungen
Das Album stieg in der 27. Kalenderwoche des Jahres 2005 auf Platz 1 in die deutschen Albumcharts ein und belegte in den folgenden Wochen die Ränge 6 und 8. Insgesamt hielt sich der Tonträger 14 Wochen in den Top 100. In den deutschen Jahrescharts 2005 belegte das Album Platz 57.
In Österreich wurde das Album in den Musik-DVD-Charts gelistet und belegte dort Platz 1.
La Ultima / Live in Berlin wurde 2007 für mehr als 100.000 verkaufte DVDs mit Doppelt-Platin in Deutschland ausgezeichnet.

## Rezeption
| Professionelle Bewertungen | Professionelle Bewertungen |
| -------------------------- | -------------------------- |
| Kritiken                   |                            |
| Quelle                     | Bewertung                  |
| CDStarts                   | [ 6 ]                      |

Die Internetseite CDStarts bewertete das Album mit neun von zehn möglichen Punkten. Der Autor Matthias Reichel schreibt, dass es ein „grandioses Abschiedsgeschenk“ der Band sei und die 28 Songs „beste Ton- und Bildqualität“ aufweisen. „Höhepunkte sind dabei gewiss die Akustikversion von „Wieder mal ’nen Tag verschenkt“ und das finale „Ihr hättet es wissen müssen“.“